# Idaea obsoletata
Idaea obsoletata là một loài bướm đêm trong họ Geometridae.